# Babax koslowi
Babax koslowi е вид птица от семейство Leiothrichidae. Видът е почти застрашен от изчезване.

## Разпространение
Видът е разпространен в Китай.